# Kerivoula titania
Kerivoula titania é uma espécie de morcego da família Vespertilionidae. Pode ser encontrado na Tailândia, Laos, Camboja e Vietnã.